# 金子一平 (政治家)
金子 一平（かねこ いっぺい、1913年〈大正2年〉2月12日 - 1989年〈平成元年〉3月23日）は、日本の政治家、大蔵官僚。衆議院議員（9期、自由民主党）。

## 来歴・人物
岐阜県吉城郡国府村（現・高山市国府町）出身。旧制斐太中学校、旧制浪速高等学校文科甲類を経て、東京帝国大学法学部3年在学中に高等文官試験行政科、4年時に高文司法科・外交科合格。東京帝大卒業後の1937年 大蔵省入省。理財局外国為替管理部属。
大蔵省出身の窪谷直光初代警察予備隊経理局長の下で会計課長、他に名古屋財務局直税部長などを経て、1960年の第29回衆議院議員総選挙に、旧岐阜2区から出馬し初当選。当選9回。自民党内では宏池会（池田勇人→前尾繁三郎→大平正芳→鈴木善幸派）に所属。党内きっての財政、税制通として知られ、第1次大平内閣の大蔵大臣、第2次中曽根改造内閣の経済企画庁長官、自民党税制調査会長などを歴任。1986年春の叙勲で勲一等旭日大綬章受章。同年、長男の一義に地盤を譲り政界引退。
1989年3月23日、心不全のため死去。76歳没。死没日をもって従五位から正三位に叙される。墓所は高山市立国府小学校の裏に建てられている。